# Parafia Wniebowzięcia Najświętszej Maryi Panny i św. Jakuba Starszego w Kamieńcu Ząbkowickim

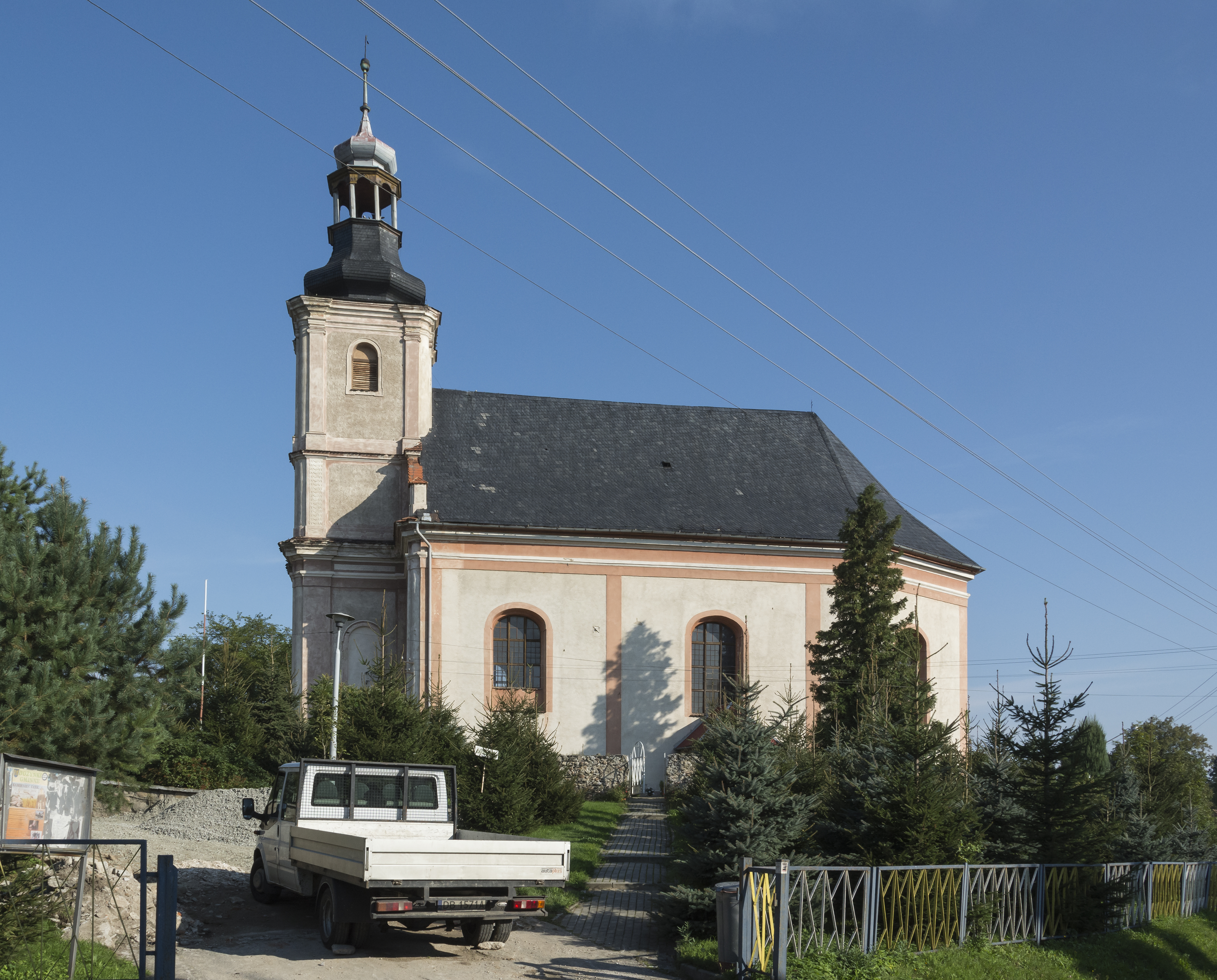
Kościół filialny św. Maternusa w Sosnowej

Parafia Wniebowzięcia Najświętszej Maryi Panny i św. Jakuba Starszego w Kamieńcu Ząbkowickim – rzymskokatolicja parafia w Kamieńcu Ząbkowickim, przynależąca do dekanatu Kamieniec Ząbkowicki w diecezji świdnickiej.
Została erygowana w 1617.
Do parafii należy kościół parafialny pod wezwaniem Wniebowzięcia NMP i św. Jakuba Starszego, kościoły filialne pod wezwaniem św. Maternusa w Sosnowej i pod wezwaniem MB Bolesnej w Suszce. Na terenie parafii znajduje się zgromadzenie sióstr boromeuszek z kaplicą pod wezwaniem Świętej Rodziny oraz cmentarz komunalny i cmentarz sióstr Boromeuszek w Kamieńcu Ząbkowickim. Parafia obejmuje teren większości Kamieńca – sołectwo Kamieniec Ząbkowicki I (sołectwo Kamieniec Ząbkowicki II obejmuje parafia w Starczowie) oraz pobliskie wsie: Sosnową i Suszkę.

## Duszpasterze
Od lutego 2022 roku proboszczem parafii i dziekanem dekanatu Kamieniec Ząbkowicki jest ks. Wojciech Zmysłowski. Po II wojnie światowej z posługą religijną do Kamieńca Ząbkowickiego przybywali ks. Apolinary Wałęga, oraz ks. Tadeusz Rojek. W latach 1953–1981 proboszczem parafii w Kamieńcu Ząbkowickim był ks. kanonik Franciszek Chmielak, w latach 1981–1994 ks. Józef Kukulski, po nim w latach 1994–2003 proboszczem parafii był ks. kanonik Henryk Główka, a w latach 2003–2013 proboszczem był ks. prałat Rafał Kozłowski, w latach 2013–2022 ks. Wojciech Jarosław Dąbrowski.